# Convention de Montreux

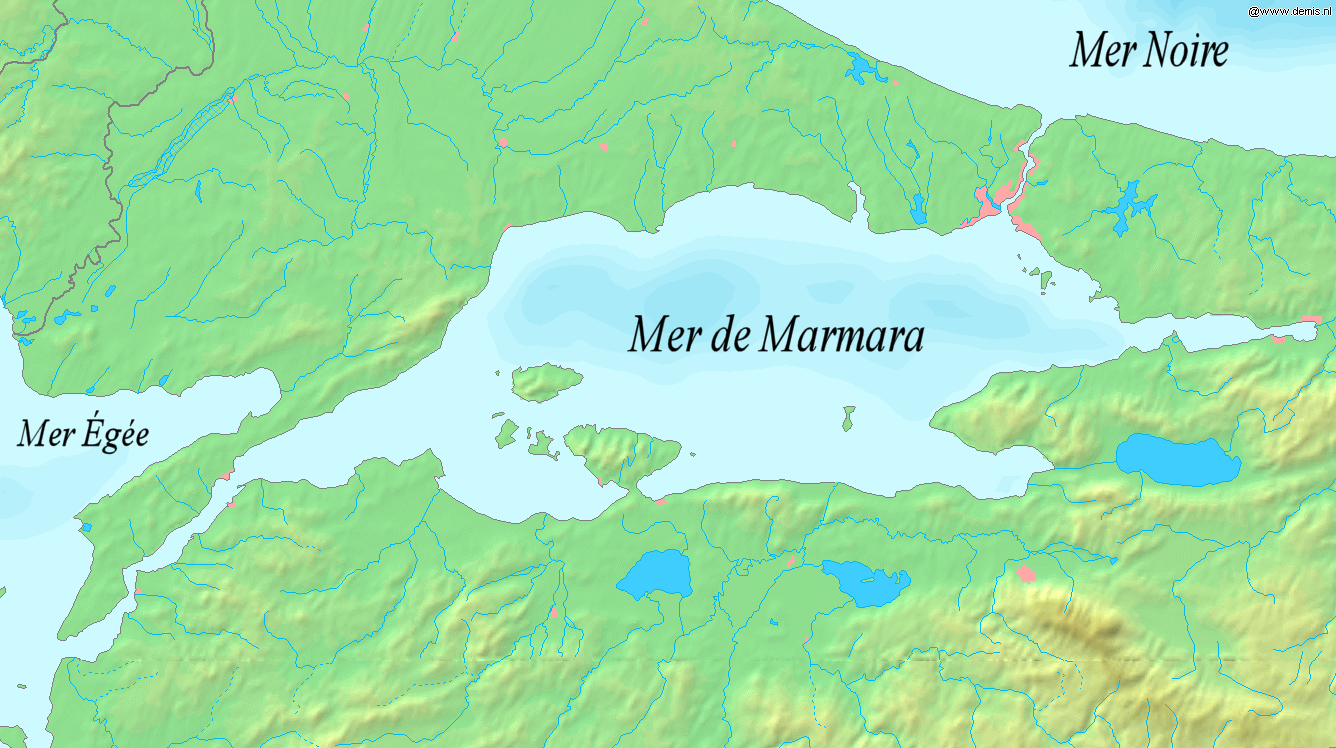
Mer de Marmara et détroits.

La convention de Montreux, officiellement la convention concernant le régime des détroits, est un accord international multilatéral signé le 20 juillet 1936 dans un palace de la ville de Montreux, en Suisse. Elle est entrée en vigueur le 9 novembre 1936 et le demeure jusqu'à ce jour. Elle détermine l'exercice de la libre circulation dans les détroits des Dardanelles et du Bosphore, ainsi que dans la mer Noire.
La convention lie les États suivants : 
- France, dépositaire
- Australie
- Bulgarie
- Grèce
- Roumanie
- Royaume-Uni, ainsi que Chypre, qui est partie au titre de la succession d'États (en l'occurrence son indépendance) depuis 1969.
- Union soviétique : Russie et Ukraine sont les États successeurs pour ce traité.
- Turquie

Deux autres États, la Yougoslavie et le Japon, étaient aussi initialement parties à la convention.

## Conditions
La convention compte 29 articles, 4 annexes et un protocole. Elle dispose notamment : 
- la pleine liberté de circulation des navires de commerce dans les détroits, quel que soit leur pavillon, en temps de paix. En temps de guerre, la libre circulation reste assurée pour les pays avec lesquels la Turquie n'est pas en guerre.
- la libre circulation des navires de guerre et sous-marins des puissances riveraines de la mer Noire et de tous les petits navires de guerre, quel que soit leur pavillon en temps de paix, sous certaines garanties. Le passage doit être notifié par tous à la Turquie avec un préavis plus long pour les États non riverains. Le tonnage maximal total présent dans les détroits et la durée de transit des navires par les détroits sont limités. L'article 18 limite le tonnage total des navires de guerre des puissances non riveraines dans la mer Noire et la durée de leur séjour à 21 jours. De plus, les sous-marins sont obligés de naviguer en surface, de jour et isolément.
- en temps de guerre, ces libertés et ces conditions demeurent pour les États si la Turquie n'est pas belligérante. Toutefois, les navires de guerre d'une puissance belligérante peuvent généralement traverser les détroits. En outre, la libre circulation est suspendue si la Turquie est partie à un conflit ou s'estime menacée.
- la circulation aérienne au-dessus des détroits est limitée aux routes autorisées par la Turquie et à l'emploi des avions transportés par porte-avions.

Conclue à l'origine pour vingt ans (sauf la stipulation initiale sur la libre circulation, qui est conclue pour une durée illimitée), la convention est restée applicable par tacite reconduction. Elle peut être dénoncée, avec un préavis de deux ans, à l'initiative de l'une des parties contractantes.

## Histoire

### Avant la convention de Montreux
La circulation par les détroits a été de longue date un problème géopolitique et stratégique clef : 
- pour la puissance qui en a été maîtresse (Byzance, Empire ottoman aujourd'hui Turquie), dont ils constituent un atout stratégique face aux rivaux en mer Noire ;
- pour ces derniers, tout particulièrement la Russie (puis l'Union soviétique), recherchant à partir de Catherine II dans plusieurs directions (sud-ouest, sud et est) un accès aux « mers chaudes », synonyme de mouvement naval libre en hiver comme en été. La Russie occupa ainsi la Thrace orientale en 1878 et avait fait d'une annexion des détroits un de ses buts de guerre lors de la Première Guerre mondiale.
- pour les puissances maritimes présentes en Méditerranée, de Venise à l'Empire britannique. Ce dernier, constatant l'ascendance de la puissance russe, alliée d'ailleurs de l'Empire ottoman, s'était fait le promoteur de l'intégrité de la Sublime Porte ainsi que de la fermeture des détroits.

Conformément au « 12e point Wilson », le traité de Sèvres, imposé à la Turquie à l'issue de sa défaite dans la Première Guerre mondiale, avait institué la libre circulation pleine et entière dans les détroits, en temps de guerre comme en temps de paix. 
À l'issue de la guerre gréco-turque (1919-1922), le statut des détroits avait été réglé par la convention de Lausanne du 24 juillet 1923. Cette dernière maintenait le principe de la libre circulation et fixait pour seule limite à la navigation par les détroits qu'une flotte d'un non-riverain plus importante que la première flotte d'un riverain de la mer Noire ne serait pas autorisée. La convention « ordonnait également la démilitarisation des côtes » par la Turquie. Le contrôle de la libre circulation était confié à une commission internationale, sous l'égide des quatre puissances (France, Royaume-Uni, Japon et Italie).

### Négociations
Le contexte s'était fortement modifié dans le courant des années 1930 :
- La Turquie pouvait s'affirmer plus fortement, renforcée par la politique d'autonomie et de réformes menée sous l'égide d'Atatürk. Elle pointait avec de plus en plus d'assurance et d'audience parmi plusieurs grandes puissances le régime inégalitaire dont elle faisait l'objet dans la convention de Lausanne. Elle constatait le caractère de plus en plus illusoire de la garantie conjointe des puissances, elles-mêmes toujours plus divisées à l'orée de la Seconde Guerre mondiale[3], par exemple en Abyssinie ou sur la remilitarisation de la Rhénanie. La Turquie avait d'ailleurs secrètement entrepris de remilitariser les détroits en dépit de l'interdiction de la convention de Lausanne[4].
- L'Italie fasciste menait tous azimuts une politique expansionniste et belliciste. Frustrée en 1923 des gains perdus en Anatolie à l'issue du traité de Lausanne, elle renforçait ses implantations militaires dans le Dodécanèse, îles de la mer Égée à proximité immédiate de la Turquie, annexées en 1912.
- La Turquie craignait également un réarmement de la Bulgarie[5].

En avril 1935, le ministre turc des Affaires étrangères, Tevfik Rüstü Aras, adressa une note aux grandes puissances sollicitant la renégociation de la convention de Lausanne en vue de renforcer la sécurité de la Turquie. La note fut généralement bien accueillie. Le 22 juin 1936, les puissances se réunirent à nouveau en Suisse ; l'Italie, visée implicitement, ne participa pas à la conférence, pas plus que les États-Unis, murés dans leur politique isolationniste. Les principales puissances intéressées firent des propositions : 
- la Turquie, pour renforcer sa souveraineté sur les détroits et sa sécurité ;
- le Royaume-Uni, soutenu par la France, pour maintenir un contrôle et une limitation du passage, en vue d'exclure les Soviétiques de la Méditerranée[6] ;
- l'Union soviétique, en vue de la pleine liberté de circulation.

L'équilibre final du texte fut trouvé à Montreux entre ces trois positions initiales. On a attribué la flexibilité du Royaume-Uni envers la Turquie à la crainte de la jeter dans les bras de l'Allemagne d'Hitler ou de l'Italie de Mussolini,, premier pas d'une série visant à s'assurer de la neutralité turque avant et pendant la Seconde Guerre mondiale.

### Après 1936
La convention a assuré la domination soviétique en mer Noire et empêché une menace navale sur ce front. Les puissances de l'Axe ne purent ainsi attaquer l'Union soviétique par la mer, encore que le statut ambigu des navires auxiliaires dans la convention ait permis des mouvements de navires, ce qui provoqua les protestations des Alliés et en juin 1944 une interdiction de la part des autorités turques,. 
L'accès à la Méditerranée resta néanmoins un objectif pour l’Union soviétique. Moscou chercha ainsi dès l'origine à remettre en cause la convention : 
- Dès 1939, Staline proposa de rouvrir la question[12]. Après la conclusion du pacte Molotov-Ribbentrop, Molotov signifia aux Allemands son intention d'établir des bases soviétiques sur les détroits[13].
- L'objectif demeura après l'entrée en guerre des Soviétiques aux côtés des Alliés et la victoire. En 1945-1946, à nouveau, l'Union soviétique proposa une révision de la convention dans une conférence excluant la plupart de ses signataires, une présence militaire soviétique sur les détroits et un contrôle international[13]. En maintenant en permanence un navire dans les détroits eux-mêmes, les Soviétiques y empêchèrent de facto toute présence navale d'une puissance autre que la Turquie[14]. In fine, la stratégie soviétique de tension conduisit la Turquie à abandonner sa neutralité et à participer à la création de l'OTAN[15].
- Durant la Guerre froide, l'Union soviétique se dédouana de ses obligations sur le transit de porte-avions militaires[16], tout en contestant, sans succès, l'envoi par les États-Unis de navires porteurs de missiles. La Turquie argua que ces armes, qui n'existaient pas en 1936, ne pouvaient être couvertes par la convention[17].

La Turquie, pour sa part, était et demeure satisfaite du contrôle très large que lui confère la convention. Elle a ainsi refusé la renégociation que pouvait impliquer le régime des détroits établi par la convention de Montego Bay sur le droit de la mer, signée en 1982 et entrée en vigueur en 1994. Elle n'est d'ailleurs pas partie à ce traité. 
À l'époque récente, la convention s'est également trouvée fragilisée par son silence sur :
- la sécurité du transit dans les détroits, en particulier le Bosphore sur lequel s'étend l'agglomération d'Istanbul,
- la sécurité environnementale et la pollution.

Les autorités turques ont publié, en 1994, une réglementation sur le trafic maritime, traitant de ces questions. La réglementation a été critiquée par plusieurs parties à la convention de Montreux (Russie, Grèce, Chypre, Roumanie, Ukraine et Bulgarie). L'Organisation maritime internationale a néanmoins reconnu sa légitimité dans le cadre du droit international applicable. En réponse aux préoccupations russes, la réglementation a été révisée en 1998.
Lors de son conflit avec la Géorgie, la Russie a avancé le 27 août 2008 que la présence de forces navales de l'OTAN dans la mer Noire violait les stipulations de la convention sur la durée de présence de navires de guerre d'États non riverains.
Le 27 février 2022, pendant l'invasion de l'Ukraine par la Russie, la Turquie a constaté l'état de guerre et a fermé les détroits aux bâtiments militaires des belligérants, sauf à ceux qui regagnent leur port d'attache,,.